# M3U
M3U（MP3 URL的縮寫）是一种播放多媒体列表的檔案格式，它的设计初衷是为了播放音频文件，比如MP3，但是越来越多的软件现在用来播放视频文件列表，M3U也可以指定在线流媒体音频源。很多播放器和软件都支持M3U文件格式。

## 文件格式
M3U文件是一种纯文本文件，可以指定一个或多个多媒体文件的位置，其文件扩展名是“M3U”或者“m3u”。
M3U文件具有多个条目，每个条目的格式可以是以下几种格式之一：
- 一个绝对路径；比如：C:\My Music\Heavysets.mp3
- 一个相对路径（相对于M3U文件的路径）；比如：Heavysets.mp3
- 一个URL

M3U文件也有注释，注释行以"#"字符开头，在扩展M3U文件中，"#"还引入了扩展M3U指令。
M3U文件的作用通常是创建指向在线流媒体的播放列表，创建的文件可以轻松访问流媒体。M3U文件通常作为网站的下载资源、通过email收发，并可以收听网络电台。
如果使用编辑器编辑M3U文件，必须将该文件用Windows-1252格式保存，这种格式是ASCII编码的超集。M3U文件也可以使用Latin-1字符编码。

### 扩展M3U
扩展M3U指令如下：
| 指令    | 描述                                       | 举例                                  |
| ------- | ------------------------------------------ | ------------------------------------- |
| #EXTM3U | 文件的头部，必须是文件的第一行。           | #EXTM3U                               |
| #EXTINF | 指示多媒体文件的信息，包括播放时间和标题。 | #EXTINF:191,Artist Name - Track Title |

### M3U8
M3U8是Unicode版本的M3U，用UTF-8编码。"M3U"和"M3U8"文件都是苹果公司使用的HTTP Live Streaming格式的基础，这种格式可以在iPhone和Macbook等设备播放。

## 举例
例1
这是Windows平台上的一个扩展M3U文件的举例，Sample.mp3和Example.ogg都是媒体文件。123和321是播放长度，单位是秒(s)，当流媒体文件的长度没有固定、预定的长度值，用-1表示播放长度。播放长度后边是多媒体文件的标题，通常和第二行的文件路径相一致。在Mac OS X和Linux平台，应当使用Unix路径。
```
#EXTM3U

#EXTINF:123, Sample artist - Sample title
C:\Documents and Settings\I\My Music\Sample.mp3

#EXTINF:321,Example Artist - Example title
C:\Documents and Settings\I\My Music\Greatest Hits\Example.ogg
```

例2
这个例子说明如何创建一个连接到特定目录（比如闪存盘，或者CD-ROM）的M3U文件，这种M3U文件只包含一行字符串：目录的路径。开始播放后，播放器会播放该目录的所有内容：
```
C:\Music
```

例3
这是另外一个使用相对路径的例子，M3U文件和媒体文件应放在同一个目录下，而且当播放列表需要移动到另一台设备时，子目录必须被保留。这种方式更加灵活，不会依赖于文件的具体路径。
播放的文件跟例1一样，该M3U文件保存为sample.m3u，保存在目录 C:\Documents and Settings\User\My Music\
```
#EXTM3U

#EXTINF:123, Sample artist - Sample title
Sample.mp3

#EXTINF:321,Example Artist - Example title
Greatest Hits\Example.ogg
```

这种格式的M3U允许复制到另一台设备上播放。该目录的所有文件和子目录也必须复制。
例4
这是一个混合使用的例子。
```
Alternative\Band - Song.mp3
Classical\Other Band - New Song.mp3
Stuff.mp3
D:\More Music\Foo.mp3
..\Other Music\Bar.mp3

http://emp.cx:8000/Listen.pls

http://www.example.com/~user/Mine.mp3
```

注意:
- Alternative和Classical是M3U文件所在目录的子目录。
- "Song"和"New Song"存放在M3U文件所在目录的子目录。
- "Stuff"跟M3U文件在同一目录。
- "Foo"是一个绝对路径(Windows)，跟M3U所在目录无关。
- "Bar"存放的目录和M3U文件的目录是同级的，“两个点”代表的是M3U文件所在目录的上层目录，然后在上层目录的子目录"Other Music"中找到"Bar"。
- "Listen"是一个Shoutcast流。
- "Mine"是一个储存在web服务器的MP3文件。

例5
链接到另外一个M3U播放列表，但软件支持性不佳，比如：
```
AnotherPlayList.m3u
```

例6
这个例子是爱丽丝囚徒的专辑《Jar of Flies》，用Mp3tag加入了自定义的音乐信息：
- 播放列表的额外信息格式 ： "%artist% - %title%",
- 播放列表的文件名格式： "%artist%_%album%_00_Playlist.m3u",
- 文件名转换的标签：  "%artist%_%album%_$num(%track%,2)_%title%".

```
#EXTM3U
#EXTINF:419,Alice In Chains - Rotten Apple
Alice In Chains_Jar Of Flies_01_Rotten Apple.mp3
#EXTINF:260,Alice In Chains - Nutshell
Alice In Chains_Jar Of Flies_02_Nutshell.mp3
#EXTINF:255,Alice In Chains - I Stay Away
Alice In Chains_Jar Of Flies_03_I Stay Away.mp3
#EXTINF:256,Alice In Chains - No Excuses
Alice In Chains_Jar Of Flies_04_No Excuses.mp3
#EXTINF:157,Alice In Chains - Whale And Wasp
Alice In Chains_Jar Of Flies_05_Whale And Wasp.mp3
#EXTINF:263,Alice In Chains - Don't Follow
Alice In Chains_Jar Of Flies_06_Don't Follow.mp3
#EXTINF:245,Alice In Chains - Swing On This
Alice In Chains_Jar Of Flies_07_Swing On This.mp3
```

## 软件
有很多播放器和软件都支持M3U文件格式，一些比较出名的软件包有：

### 播放器
Windows
- Windows Media Player, foobar2000, VLC media player, iTunes, Winamp, Audacious, Totem, JuK.

Android
- Astro Player,[1] N7Player, Cubed, KMPlayer.

### 标签编辑器
标签编辑器（Tag editor）允许用户在MP3文件上编辑ID3标签,也支持创建M3U文件。
Windows
- mp3tag，puddletag（英语：puddletag）。

## 引用
1. ↑  .   [2021-02-07]. （原始内容存档于2009-12-01）.